# 伊万·克拉姆斯科伊

伊万·克拉姆斯科伊自画像

伊万·尼古拉耶维奇·克拉姆斯科伊（俄语：Иван Николаевич Крамской，1837年5月27日—1887年3月24日），其姓氏也译克拉姆斯柯依、科拉姆斯柯伊，19世纪下半叶俄国著名的画家和艺术评论家。他是俄国艺术史上的重要人物，是独立艺术组织（包括巡回展览画派和圣彼得堡艺术家组织）的创始人和精神领袖。列宾是他的学生。
他主要以肖像画出名，著名作品有“无名女郎”、“托尔斯泰肖像”、“冈察洛夫肖像”、“沙漠中的耶稣”等.

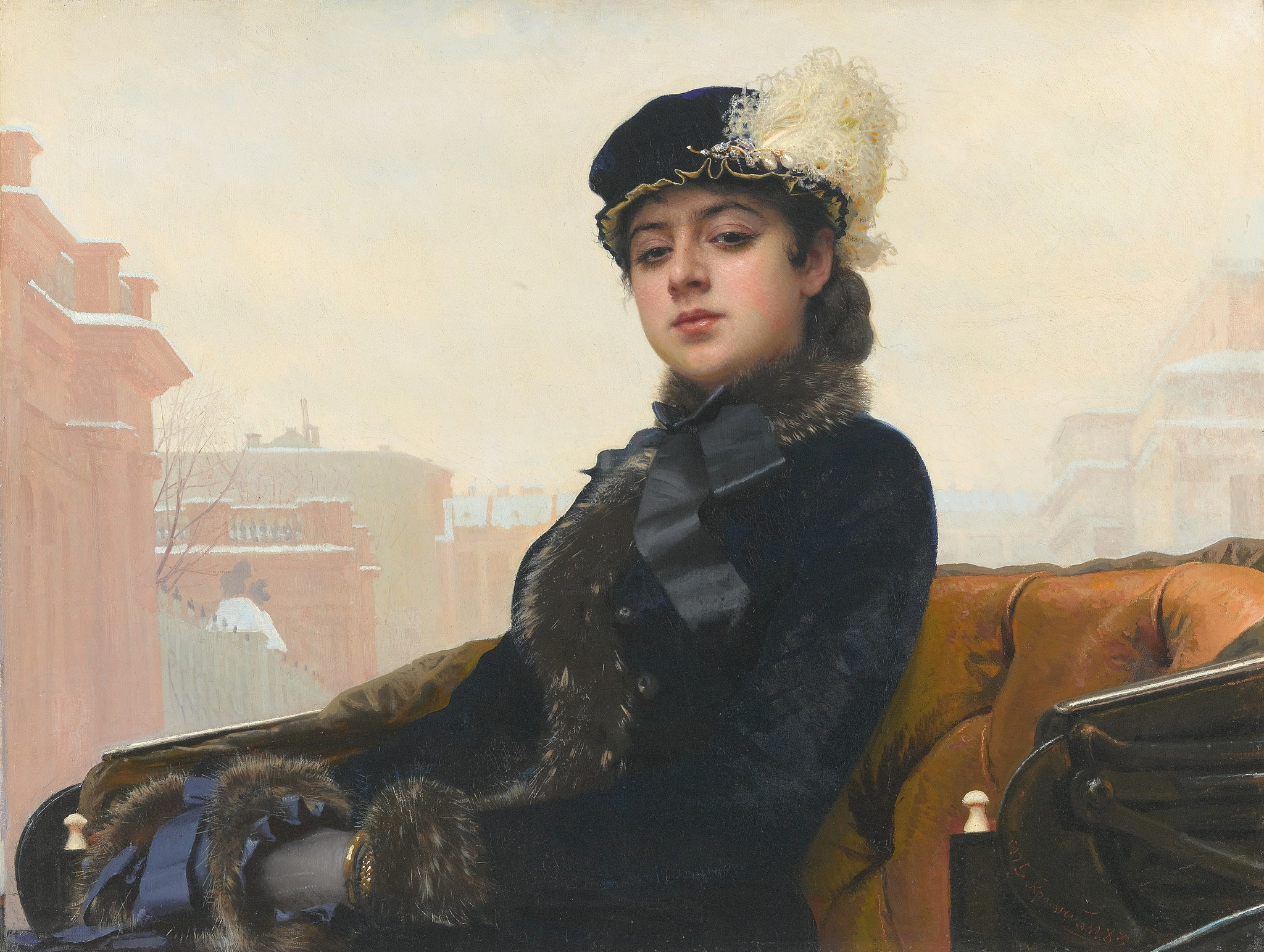
无名女郎

## 关于“无名女郎”
克拉姆斯柯伊作此画时正同时给托尔斯泰作肖像画。画中人物非良家女子。据说就是安娜·卡列尼娜的形象。